# Itá (Paraguay)
Pour les articles homonymes, voir Itá (homonymie).
Itá est une ville du département Central au Paraguay, située au sud-est de la capitale Asuncion.
La population était de 81 084 habitants en 2008.